# Esanatoglia
Esanatoglia is een gemeente in de Italiaanse provincie Macerata (regio Marche) en telt 2162 inwoners (31-12-2004). De oppervlakte bedraagt 47,8 km², de bevolkingsdichtheid is 45 inwoners per km².

## Demografie
Esanatoglia telt ongeveer 832 huishoudens. Het aantal inwoners steeg in de periode 1991-2001 met 11,6% volgens cijfers uit de tienjaarlijkse volkstellingen van ISTAT.
| Jaar | Inwoneraantal |
| ---- | ------------- |
| 1991 | 1880          |
| 2001 | 2099          |

## Geografie
De gemeente ligt op ongeveer 495 m boven zeeniveau.
Esanatoglia grenst aan de volgende gemeenten: Fabriano (AN), Fiuminata, Matelica.